# St. Mauritius (Ibbenbüren)

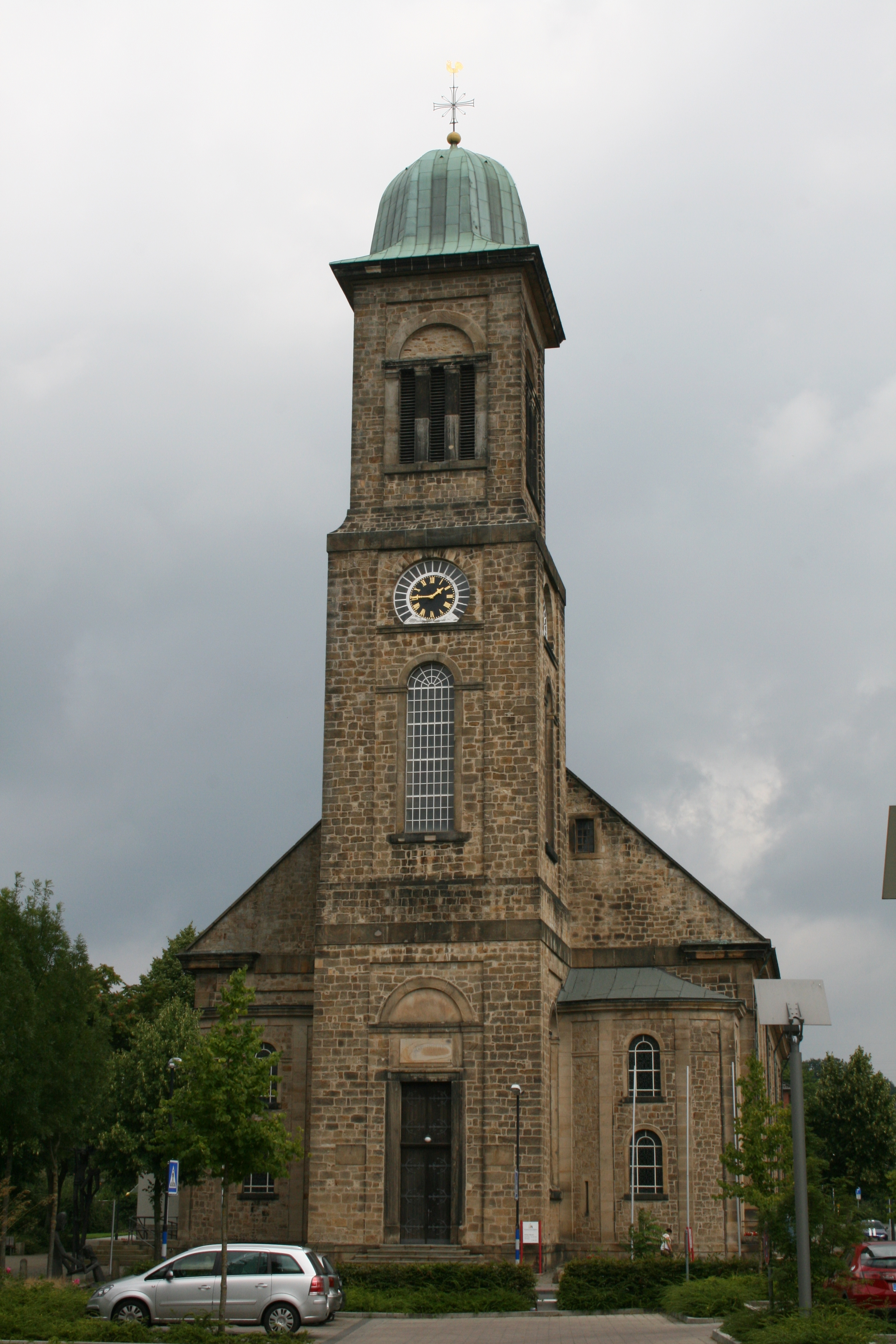
Mauritiuskirche Ibbenbüren

St. Mauritius ist die römisch-katholische Pfarrkirche zu Ibbenbüren im Tecklenburger Land (Kreis Steinfurt) in Nordrhein-Westfalen. 

## Geschichte

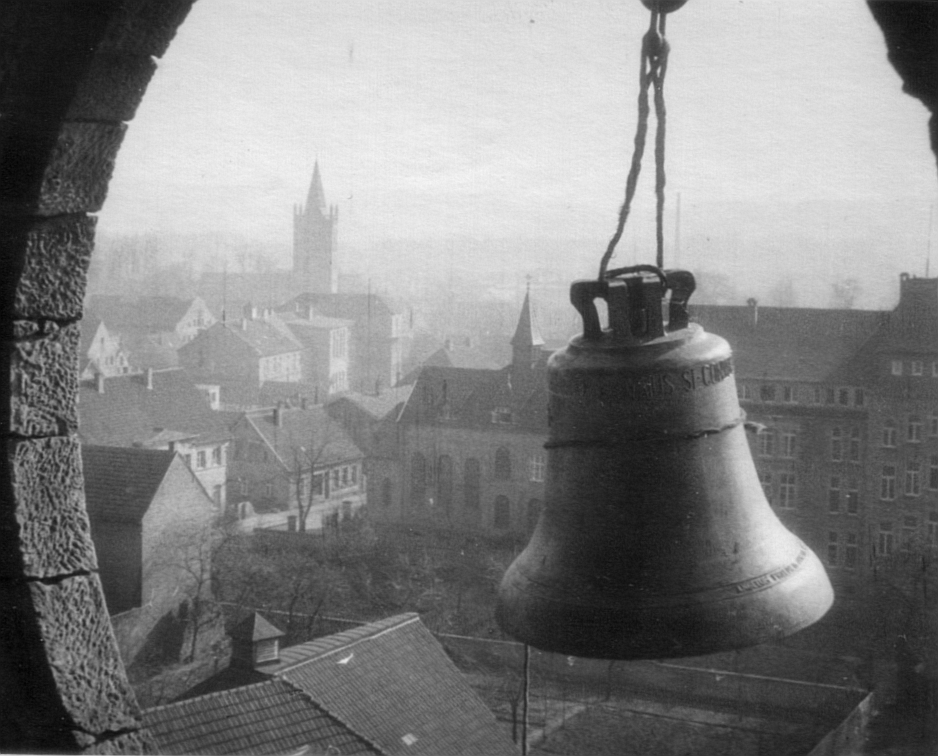
1949: Einbau der neuen Glocken durch die Öffnung der Turmuhr

Nach Auseinandersetzungen in Reformation und Gegenreformation fiel die alte St. Mauritiuskirche 1677 endgültig an die evangelische Gemeinde. Sie ist heute die evangelische Christuskirche.
Die Ibbenbürener Katholiken waren gezwungen, jenseits der Grenzen Ibbenbürens und der Obergrafschaft Lingen im benachbarten Riesenbeck Gottesdienste zu halten. Vermutlich stand auf einem Bauernhof in Riesenbeck-Birgte eine Kapelle, die von den Ibbenbürener Katholiken genutzt wurde. 43 Jahre mussten sie so in das Gebiet des Hochstifts Münster ziehen, um ihre Gottesdienste zu halten.
Am 17. August 1717 erhielten sie vom preußischen König Friedrich Wilhelm I. die Erlaubnis, in Privathäusern Gottesdienste zu halten. Am 1. November desselben Jahres erhielten sie die Genehmigung zum Bau einer unauffälligen Kapelle. Dieser Bau wurde 1722 durch größte Mühen der mittellosen Bevölkerung fertiggestellt und wieder unter das Patrozinum des Hl. Mauritius gestellt. Es war eine Fachwerkkirche, die an der Großen Straße gelegen war. Sie maß 7 Meter in der Höhe, 32 Meter in der Länge und war 15 Meter breit. Erst 1756 durfte eine Orgel und 1784 Glocken angeschafft werden.

## Eine neue Kirche

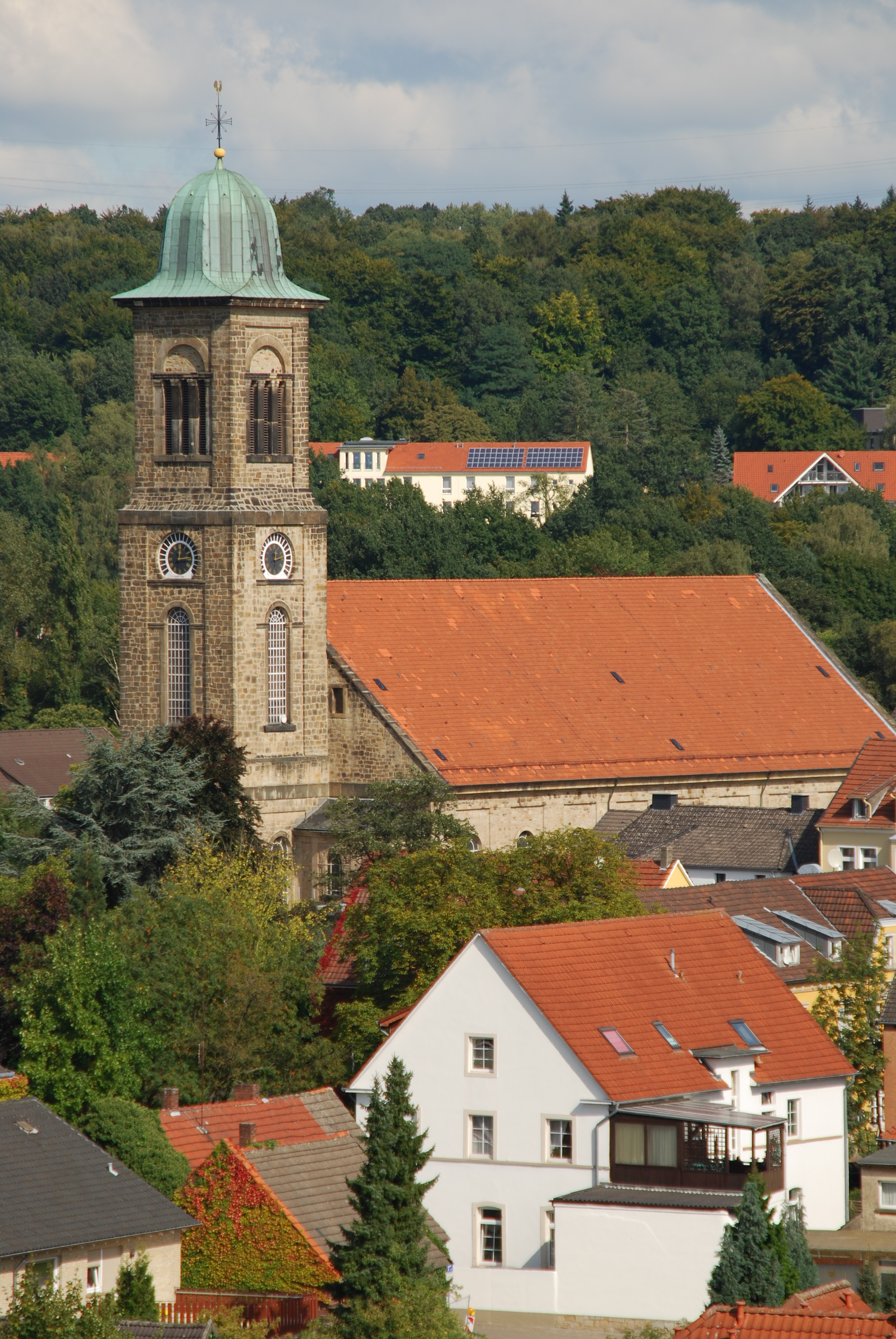
Mauritiuskirche vom Turm der Christuskirche aus gesehen

1828 war die Kirche so verfallen, dass ein Neubau notwendig wurde. Der Neubau aus Ibbenbürener Sandstein wurde 1831 konsekriert. Auf dem Turm wurde das Kreuz am 31. Oktober 1833 aufgesetzt.
1949 wurden die vier neuen Glocken Maria, Mauritius, Joseph und Aloysius eingebaut. Die Glocken wurden an der Portalseite des Turms hochgezogen und über die Maueröffnung der Turmuhr in den Turm gehoben. 1952 schuf der Künstler Ludwig Baur aus Telgte ein Christusmosaik, welches die Wand hinter dem Altar ziert. Bei der Kirchenrenovierung 2001 wurde das Mosaik aufwändig gereinigt, um seine natürliche Farbwiedergabe wiederherzustellen.
Nach dem Zweiten Weltkrieg wurden in zahlreichen Ortsteilen neue Pfarrkirchen gebaut und pfarrten sich von der Mauritiuskirche ab. Ostern 2006 entstand durch den Zusammenschluss der Pfarrgemeinden St. Mauritius und St. Maria-Magdalena in Laggenbeck die Pfarrgemeinde Ss. Mauritius-Maria-Magdalena. Am 22. September 2019 fusionierte dann die Pfarrei mit den beiden anderen Ibbenbürener Pfarreien St. Franziskus und Heilig Kreuz zur Pfarrei St. Mauritius in Ibbenbüren und Brochterbeck. Zu diesem Zeitpunkt war sie mit mehr als 27.000 Katholiken die größte Pfarrei der Diözese Münster.

## Orgel
Die Orgel der Mauritiuskirche wurde 1989 durch die Orgelbaufirma Gebrüder Oberlinger erbaut. Sie hat 34 klingende  Register auf zwei Manualen und Pedal. Die Disposition lautet wie folgt:
| I Hauptwerk C–g3 |        |
| Bourdon          | 16′    |
| Principal        | 8′     |
| Rohrflöte        | 8′     |
| Flûte harmonique | 8′     |
| Octave           | 4′     |
| Flöte            | 4′     |
| Quinte           | 2 ⁄3′  |
| Superoctave      | 2′     |
| Terz             | 1 3⁄5′ |
| Mixtur V         | 1 ⁄3′  |
| Trompete         | 8′     |
| Clairon          | 4′     |

| II Schwellwerk C–g3 |        |   |
| Holzprincipal       | 8′     |   |
| Gedackt             | 8′     |   |
| Viola da Gamba      | 8′     |   |
| Vox coelestis       | 8′     |   |
| Octave              | 4′     |   |
| Flaut traverse      | 4′     |   |
| Nasard              | 2 ⁄3′  |   |
| Doublette           | 2′     |   |
| Terz                | 1 3⁄5′ |   |
| Quinte              | 1 ⁄3′  |   |
| Mixtur V            | 2′     |   |
| Basson              | 16′    |   |
| Trompette harm.     | 8′     |   |
| Klarinette          | 8′     | S |
| Tremulant           |        |   |

| Pedal C–f1    |       |   |
| Principalbass | 16′   | S |
| Subbass       | 16′   |   |
| Oktavbass     | 8′    |   |
| Gedacktbass   | 8′    |   |
| Choralbass    | 4′    |   |
| Hintersatz IV | 2 ⁄3′ |   |
| Bombarde      | 16′   |   |
| Trompete      | 8′    |   |

- Koppeln: II/I, I/P, II/P

S = Diese Register stammen noch aus der vorherigen Seifert-Orgel von 1910